# خدای بشریت
خدای بشریت (به هندی: Insaniyat Ke Devta) فیلمی محصول سال ۱۹۹۳ و به کارگردانی کی. سی بوکادیا است. در این فیلم بازیگرانی همچون راج کومار، راجینیکانت، وینود کانا، جایا پرادا، مانیشا کویرالا، وارشا اوسگااونکار، راضا مراد، شاکتی کاپور و ریتا بهادری ایفای نقش کرده‌اند.